# Armenia all'Eurovision Song Contest 2010
L'Armenia ha selezionato il proprio rappresentante per l'Eurovision Song Contest 2010 di Oslo tramite l'Evradesil (in armeno: ԵՎՐԱՏԵՍԻԼ), una selezione nazionale che si è tenuta il 14 febbraio presso il Teatro dell'Opera di Erevan.

## Selezione nazionale
Il 13 dicembre 2009 ARMTV ha confermato la partecipazione all'Eurovision Song Contest 2010, e il 18 dicembre ha fornito i dettagli sulla selezione: si sarebbe tenuta il 14 febbraio, i partecipanti sarebbero stati 10 e il voto finale sarebbe stato diviso al 50% tra giuria e televoto.
Il 4 febbraio sono stati annunciati i 10 partecipanti, tuttavia Sonya, che si sarebbe dovuta esibire con la canzone "Never", è stata costretta al ritiro per problemi di cuore.
Il 14 febbraio quindi si sono esibiti solo 9 dei 10 partecipanti, e si sono susseguiti diversi intervalli che hanno visto partecipare: Sirusho, rappresentante armena nel 2008, André, rappresentante armeno nel 2006, Inga e Anush, rappresentanti armene nel 2009, Laura Hayrapetyan, rappresentante armena per lo Junior Eurovision Song Contest 2009 e la prima vincitrice dell'Eurovision Song Contest, la svizzera Lys Assia.
A trionfare è stata la cantante russo-armena Eva Rivas con la canzone Apricot Stone, seguita da Emmy e Mihran con Hey (Let Me Hear You Say) e da Razmik Amyan con My Love.

## Partecipanti
| Ord. | Artista          | Canzone                   | Testo / Musica                  | Punteggio | Posizione |
| ---- | ---------------- | ------------------------- | ------------------------------- | --------- | --------- |
| 1    | Another Story    | Ays dzmer                 | A. Sargsyan                     | 10        | 5         |
| 2    | Ani Arzumanyan   | The Mermaid Song          | A. Nersisyan                    | 14        | 4         |
| 3    | Meline Beglaryan | We Must Believe           | M. Beglaryan                    | 8         | 6         |
| 4    | Emmy & Mihran    | Hey (Let Me Hear You Say) | V.Ter-Yeghishyan, M. Kirakosyan | 20        | 2         |
| 5    | David Ashotyan   | Infected Dreams           | D. Ashotyan                     | 7         | 9         |
| 6    | Nick Egibyan     | Countdown                 | N. Egibyan                      | 8         | 6         |
| 7    | Maria Kizirian   | Little Red Riding Hood    | M. Kizirian                     | 8         | 6         |
| 8    | Razmik Amyan     | My Love                   | V.Petrosyan, V. Zadoyan         | 17        | 3         |
| 9    | Eva Rivas        | Apricot Stone             | A.Martirosyan, K. Kavaleryan    | 22        | 1         |